# Psyonix
Psyonix Inc. — американская компания, разработчик компьютерных игр, расположенная в Сан-Диего, Калифорния. Основанная в 2000 году Дэйвом Хейджвудом, компания наиболее известна по своей игре Rocket League, выпущенной в 2015 году. В мае 2019 года Psyonix была приобретена Epic Games.

## История
Компания была образована в 2000 году Дэйвом Хейджвудом (англ. Dave Hagewood) после разработки интернет-и мультимедийного программного обеспечения под названием WebSite Machines и юридически зарегистрирована 30 апреля 2001 года. Первым проектом компании был Proteus. В 2004 году компания переехала из своего первоначальной штаб-квартиры в Сателлит-Бич, штат Флорида, в Роли, Северная Каролина, а затем в Кэри того же штата в 2005 году, после чего переехала в Сан-Диего, штат Калифорния в 2009 году.
В 2008 году компания выпустила Supersonic Acrobatic Rocket-Powered Battle-Cars и Monster Madness: Grave Danger и продолжила работу над другими проектами, включая контрактную работу для нескольких крупнобюджетных проектов. Затем компания работала над преемником Battle-Cars, Rocket League, который стал коммерческим успехом для компании, собрав более 70 миллионов долларов. Успех Rocket League заставил компанию скорректировать свою бизнес-модель, в результате чего компания сосредоточится на разработке своих собственных оригинальных игр вместо того, чтобы принимать больше контрактной работы.
1 мая 2019 года студия была куплена Epic Games.

## Разработанные игры
| Год  | Название                                        | Платформы                                                                                              | Издатель           | Примечания                                                      |
| ---- | ----------------------------------------------- | --- | ------------------ | --------------------------------------------------------------- |
| 2001 | Proteus                                         | игры были отменены                                                                                     | игры были отменены | игры были отменены                                              |
| 2003 | Vampire Hunter: The Dark Prophecy               | игры были отменены                                                                                     | игры были отменены | игры были отменены                                              |
| 2008 | Monster Madness: Grave Danger                   | PlayStation 3                                                                                          | SouthPeak Games    | порт на PlayStation 3 игры Monster Madness: Battle for Suburbia |
| 2008 | Supersonic Acrobatic Rocket-Powered Battle-Cars | PlayStation 3                                                                                          | Psyonix            | н/д                                                             |
| 2009 | Whizzle                                         | Windows                                                                                                | Psyonix            | н/д                                                             |
| 2012 | ARC Squadron                                    | iOS | Psyonix            | н/д                                                             |
| 2013 | ARC Squadron: Redux                             | iOS, Android                                                                                           | Psyonix            | н/д                                                             |
| 2015 | Rocket League                                   | Windows, PlayStation 4, Xbox One, OS X, Linux, Nintendo Switch                                         | Epic Games         | продолжение к Supersonic Acrobatic Rocket-Powered Battle-Cars   |
| 2016 | Nosgoth                                         | Windows                                                                                                | Square Enix        | игра была отменена                                              |
| 2023 | Rocket Racing                                   | Windows, macOS, Xbox One, PlayStation 4, Nintendo Switch, iOS, Android, PlayStation 5, Xbox Series X/S | Epic Games         | является внутриигровым режимом для Fortnite                     |

### Посодействовали в разработке
- 2004 — Unreal Tournament 2004
- 2006 — Gears of War
- 2007 — Unreal Tournament 3
- 2011 — Bulletstorm
- 2011 — Homefront
- 2012 — Mass Effect 3
- 2012 — XCOM: Enemy Unknown